# ピエ・カンツィオーネス

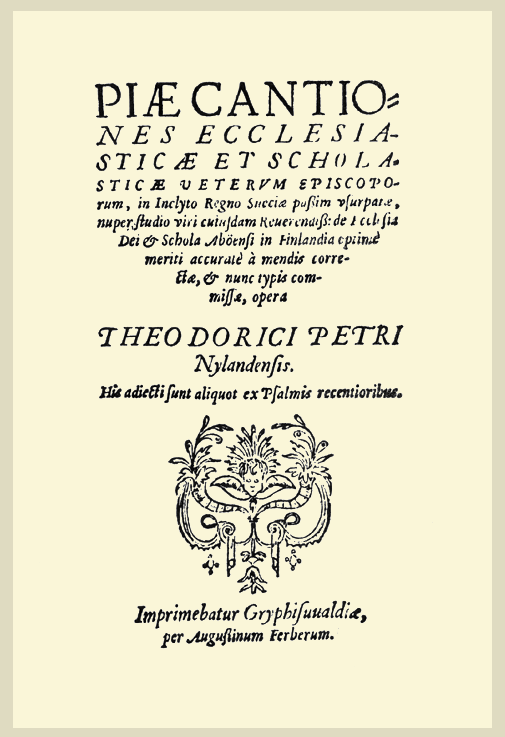
ピエ・カンツィオーネス, 1625年

ピエ・カンツィオーネス(Piae Cantiones)は、16世紀にフィンランドで編纂された聖歌集である。
編纂したのは、トゥルクの聖歌学校の校長ヤーッコ・フィンノと、ディドリク・ペーテルという学生の二人。特にディドリク・ペーテルは在学中から外国や自国に伝わる古い歌の収集を行っていた。彼は、1580年にロストック大学に移るが、1582年、その聖歌集は当時スウェーデン領だったにロストックに近いグライフスヴァルトで出版された。
「Piae Cantiones ecclesiasticae et scholasticae veterum episcoporum」(「古い時代の司教の教会および学校のための聖歌」)という原題で出版されたこの聖歌集は、そのタイトルが指し示すように多様な歌を収録していた。元々は52曲で編纂されたが、印刷された初版では全74曲に増補され、脚韻のついたラテン語の詩が付され、さらに歌うためのスウェーデン語訳詞がつけられたものが数曲収録された。74曲中約半分はフランスやイングランド、ドイツ、ボヘミア起源のもので、おそらく外国に留学していた者がフィンランドに持ち帰ったものと見られる。そしてもちろん、スウェーデン、フィンランド起源と見られるものも多く含んでいるが、その中のいくつかは、古い民謡から取材されたものである。
フィンランドの民俗歌唱文化と『ピエ・カンツィオーネス』は相関関係にあった。フィンランド人のために出版された最も古い教会関連の本は、1488年の「ミッサーレ・アボエンセ」（Missale Aboense）とされているが、これはラテン語で書かれたドミニコ会のミサ典書である。この曲を演奏するために、スウェーデンから移住、あるいは旅行をしてきたヴァイオリン奏者やオルガン奏者音楽家たちの多くが教会に雇用され、村落社会に受け入れられていった。田舎の教会では、これら賛美歌のほかに、各地域ごとに見られる独特の民謡を取りこんだ歌が歌われていた。当時の賛美歌は現在のように合唱形式のものではなく、一人、もしくは数人による歌唱がほとんどだった。

## 参考資料
- 「ピエ・カンツィオーネス」　ハラルド・アンデルセン指揮クレメッティ室内合唱団:演奏　FINLANDIA　WPCS-10438（＝国内盤）　1981年録音

- 「Piae Cantiones - Songs Of Mediaeval Finland」　Retrover Ensemble / Markus Tapio　NAXOS